# Arkadiusz Ossowski
Arkadiusz Ossowski (* 4. November 1996 in Kwidzyn) ist ein polnischer Handballspieler.

## Karriere
Ossowski spielte zunächst in Polen für MMTS Kwidzyn, wo er 2015 zum ersten Mal in der Superliga auflief. Über ein Zweitspielrecht lief er jedoch in der Saison 2015/16 hauptsächlich für MKS Grudziądz auf. In der Hinrunde der Saison 2016/17 wurde er an Pomezania Malbork ausgeliehen. 2022 wechselte er zum deutschen Zweitligisten HSC Coburg.
Mit der polnischen Nationalmannschaft nahm er an der Weltmeisterschaft 2021 teil.